# Pružany
Pružany (bělorusky Пружаны, polsky Prużany) jsou město v Brestské oblasti v Bělorusku, správní středisko Pružanského rajónu. K roku 2017 měly přes osmnáct tisíc obyvatel.

## Poloha
Pružany leží na místě, kde se stéká řeka Mucha a kanál Vec a jejich soutokem vzniká řeka Muchavec. Od Brestu jsou Pružany vzdáleny přibližně 89 kilometrů severovýchodně.

## Dějiny
První dochovaná písemná zmínka je z roku 1433. Městem jsou od roku 1589.

### Rodáci
- Semjon Aronovič Geršgorin (1901–1933), matematik
- Sergej Nailevič Gimajev (1955–2017), hokejista